# Филип IV фон Ханау-Лихтенберг
Филип IV фон Ханау-Лихтенберг (на немски: Philipp IV von Hanau-Lichtenberg) е граф на Ханау-Лихтенберг (1538 – 1590).

## Биография
Роден е на 20 септември 1514 година в Бабенхаузен, Хесен. Той е син на граф Филип III фон Ханау-Лихтенберг (1482 – 1538) и на Сибила фон Баден (1485 – 1518), дъщеря на маркграф Христоф I фон Баден и Отилия фон Катценелнбоген.
Баща му Филип III се разболява и му предава управлението. Филип IV се интересува от алхимия.
Филип IV умира на 19 февруари 1590 година в Лихтенберг, Елзас, на 75-годишна възраст. Погребан е в гробницата, построена от него в дворцовата църква в Лихтенберг.

## Фамилия
Филип IV се жени на 22 август 1538 г. в Хайлигенберг за Елеонора фон Фюрстенберг (* 11 октомври 1523; † 23 юни 1544), дъщеря на граф Фридрих III фон Фюрстенберг († 1559) и графиня Анна фон Верденберг-Хайлигенберг († 1554). Те имат децата:
- Амалия (1540)
- Филип V (1541 – 1599), граф на Ханау-Лихтенберг (1590 – 1599), женен 1560 г. за пфалцграфиня Лудовика Маргарета фон Цвайбрюкен-Бич (1540 – 1569), през 1572 г. за графиня Катарина фон Вид (1552 – 1584) и 1586 г. за шенкин Агата цу Лимпург-Оберзонтхайм (1561 – 1623)
- Анна Сибила (1542 – 1612), омъжена 1562 г. за фрайхер Лудвиг I фон Флекенщайн-Дагщул (1542 – 1577)
- Йохана (1543 – 1599), омъжена 1563 г. за Волфганг фон Изенбург-Бюдинген-Ронебург (1533 – 1597), разведена 1573
- Елеонора (1544 – 1585), омъжена на 24 февруари 1566 г. за Албрехт фон Хоенлое-Валденбург (1543 – 1575). Бракът е бездетен.